# 계단을 내려오는 누드 넘버 2
《계단을 내려오는 누드 넘버 2》(Nu descendant un escalier n° 2)는 마르셀 뒤샹이 1912년에 그린 그림으로, 1913년 뉴욕의 '아머리 쇼'에 출품하여 스캔들을 일으켰다. 이 그림은 고속도 사진의 한 코마처럼 색채의 다이너미즘을 표현한 것이지만 그의 목표는 미래파의 작업과 거의 같다. 오토 쉬텔츠아의 《예술과 사진》에 의하면 미래파인 루이지 루솔로의 작품인 다이너미즘은 모조리 그대로 탄도(彈道)의 고속도 사진과 중복되고 있으며 자코모 발라의 《끈에 묶인 개의 역동성》과 지노 세베리니의 《탬버린을 손에 든 무희》도 이러한 운동감의 표현이었다. 그것은 이미 사진 애호가인 에드가 드가가 《무희들》에서도 실험했던 시도였다. 그러나 뒤샹이 그 그림에 대하여 "누드의 환경이 갑자기 나에게 떠올랐을 때에 나는 이것이 자연주의의 노예적 쇠사슬을 영구히 단절할 것이라고 생각하였다"고 말한 경우 그는 순수한 메카니즘를 뛰어넘은 의도를 가졌던 것으로 생각된다.

## 참고 문헌
- 이 문서에는 다음커뮤니케이션(현 카카오)에서 GFDL 또는 CC-SA 라이선스로 배포한 글로벌 세계대백과사전의 내용을 기초로 작성된 글이 포함되어 있습니다.